# Дејвид Хејман
Дејвид Џонатан Хејман (енгл. David Jonathan Heyman; Лондон, 26. јул 1960) енглески је филмски продуцент и оснивач компаније Heyday Films. Године 1999. обезбедио је филмска права за серијал филмова о Харију Потеру и наставио са продукцијом свих осам наставака, као и накнадних спинофа из франшизе Чаробњачки свет.
Поред Харија Потера, Хејман је такође добио три номинације за Оскара за свој рад на филмовима Гравитација, Било једном у Холивуду и Прича о браку.